# Frank Iero
Frank Anthony Thomas Iero Jr. (* 31. října 1981 Belleville, New Jersey, USA) je americký hudebník, nejmladší člen rockové kapely My Chemical Romance (kytara a doprovodné vokály). V současné době působí jako kytarista v post-hardcorové skupině L. S. Dunes. Žije se svojí ženou a dětmi ve společnosti několika psů v Belleville, New Jersey.

## Život
Frank Iero se v Belleville, New Jersey, a chodil na střední školu Queen of Peace v severním Arlingtonu. Dále navštěvoval Rutgerskou universitu, předčasně ale studium ukončil, aby se mohl věnovat hudbě. Jeho otec a dědeček byli oba hudebníci a podporovali Franka ve hře na hudební nástroje. V hudebních skupinách začal působit už v jedenácti letech, největšího úspěchu bezpochyby dosáhl s My Chemical Romance (2001-2013, 2019 - současnost). 
Po rozpadu kapely se věnoval sólové dráze a rozvíjel další hudební projekty, dokud My Chemical Romance v roce 2019 znovu neobnovili svoji činnost. Rozpad kapely roku 2013 přišel neočekávaně pro fanoušky i pro samotného kytaristu, který podle svých slov podobný konec v daný moment neočekával.
V roce 2007 se oženil s Jamiou Nestor. Je otcem tří dětí, 7. září 2010 se jim narodila dvojčata Cherry a Lily a 6. dubna 2012 syn Miles. 

## Hudební kariéra
Před My Chemical Romance působil Frank jako frontman kapely Pencey Prep, předchozí zkušenost si ovšem přinesl už z kapely Sector 12. Pencey Prep vydali pouze 1 album s názvem Heartbreak In Stereo pod společností Eyeball records, než se roku 2002 rozpadli. Členové kapely se dále věnovali vlastním projektům.
Frank Iero krátce působil v kapelách I Am A Graveyard a Give Up The Ghost, než se stal členem My Chemical Romance. Ke kapele se přidal pouze pár dní před nahráváním jejich debutového alba. Frank zaujmul pozici rytmického kytaristy, poté co stávající kytarista kapely Ray Toro a frontman Gerard Way usoudili, že potřebují druhého kytarystu, aby mohli vystupovat na koncertech. Frank byl členem kapely po celou dobu působení, až do rozpadu v roce 2013. 
Od roku 2007 do roku 2016 působil také jako frontman kapely Leathermouth, se kterou 26. ledna 2009 vydal album XØ.
Roku 2013 spolu s Jamesem Deweesem založil kapelu Death Spells. Očekávané vydání alba Nothing Above, Nothing Below bylo z roku 2013 přesunuto až na 29. července 2016.
Od roku 2013 se rovněž věnuje sólové kariéře. Založil kapelu frnkiero andthe cellabration, se kterou vydal 25. srpna 2014 album Stomachaches. Dalšími členy kapely byli Evan Nestor, Rob Hughes a Matt Olson. Roku 2016 se kapela přejmenovala na Frank Iero And The Patience a 28. října vydali album s názvem Parachutes. Roba Hughese nahradil Steve Evetts. K další změně došlo roku 2019, kdy pod názvem Frank Iero and the Future Violents kapela ve složení Frank Iero (zpěv a kytara), Evan Nestor (kytara a doprovodné vokály), Matt Armstrong (basová kytara), Tucker Rule (bicí) a Keyleigh Goldsworthy (klávesy, housle, doprovodné vokály) vydala album Barriers.
V roce 2019 došlo k obnovení činnosti My Chemical Romance. Kapela vydala první singl po osmi letech, The Foundations of Decay (datum vydání 12.3.2022.), před začátkem Evropského turné, které musela odložit z plánovaného termínu v roce 2019. Turné se dočkalo neočekávaného úspěchu s výdělky přes 60 mil dolarů.
V roce 2022 se Frank Iero stal členem kapely L. S. Dunes. Kapela se může chlubil dalšími známými jmény jako Anthony Green (Circa Survive, Saosin, The Sound of Animals Fighting), Travis Stever (Coheed and Cambria), Tim Payne (Thursday) a Tucker Rule (Thursday). Kapela vydala album Past Lives 11.11.2022.
V dřívějších dobách My Chemical Romance používal Iero hlavně kytary Gibson SG a Epiphone Les Paul (především bílý Les Paul přezdívaný "Pansy", mezi fanoušky velmi oblíbený, podobně také Zakk Wylde „Grail“ Gibson Les Paul z roku 1981) a zesilovače Marshall. Od té doby přešel na Gibsony Les Paul (s odstraněným krkovým snímačem) a příležitostně používá Gibsony SG. Ve videoklipu Desolation Row použil také Fender Stratocaster. V roce 2011 spolupracoval se společností Epiphone na návrhu kytary Wilshire Phant-O-Matic, kterou používal na pódiu během turné My Chemical Romance "World Contamination" Tour, Honda Civic Tour a na festivalech Reading a Leeds.

## Další projekty
Je spolumajitelem nahrávací, textilní a vydavatelské společnosti Skeleton Crew. 

## Osobní život a názory
Frank se netají svojí láskou ke psům. Několik jich vlastní, svému nejstaršímu psovi, Sweet Pea, založil i účet na instagramu. 
Specifickým symbolem se stala některá jeho tetování, především písmena HALLOWEEN, které má vytetovaná přes prsty. Frank se často nechává tetovat, aby si připomněl různé životní události, jako například návrat My Chemical Romance.
Frank mnohokrát otevřeně podpořil LGBTQ+ komunitu.